# Едмон Мішле
Едмон Шарль Октав Мішле (фр. Edmond Charles Octave Michelet, 8 жовтня 1899, Париж — 9 жовтня 1970, Брив-ла-Гаярд) — французький політик, міністр збройних сил у 1945-1946, міністр юстиції у 1959-1961, міністр державної служби у 1967-1968 роках. Член парламенту від Корреза з 1946 по 1951 рік. Сенатор від Сени з 1952 по 1958 рік.
Він є батьком письменника Клода Мішле.